# 洙水河公园
洙水河公园，是位於山東省菏澤市巨野县的公園，具體位置在巨野鳳凰街道辦事處的鳳台路、會盟路、光明路附近，分為三期，自西而東。

這裡因風景秀美，不僅每至傍晚就人山人海，有時還會有河南等地的遊客遊覽。